# Марбо, Марселлен
Жан-Батист Антуан Марселен Марбо, более известный как Марселлен Марбо (фр. Jean-Baptiste Antoine Marcelin Marbot, МФА: [ʒɑ̃ batist ɑ̃twan maʁsølɛ̃ maʁbo]; 18 августа 1782 — 16 ноября 1854) — французский генерал и военный писатель, автор мемуаров о наполеоновских войнах, переведённых на русский язык. Сыграл важную роль в формировании и популяризации «наполеоновской легенды».

## Биография

### Ранние годы
Родился 18 августа 1782 года в Альтиаке, сын дивизионного генерала Жана-Антуана Марбо. Его старший брат — генерал Адольф Марбо, его двоюродный брат — маршал Франсуа Канробер.
3 сентября 1799 года вступил добровольцем в 1-й гусарский полк, находившийся в Италии, и здесь, благодаря своей выдающейся храбрости в битве при Маренго и за время осады Генуи, был замечен генералом Массена и произведён в младшие лейтенанты.

### Наполеоновские войны
По окончании Итальянской кампании Марбо для завершения военного образования поступил в 1800 году в Версальское кавалерийское училище и по окончании его в 1804 году был назначен адъютантом к маршалу Ожеро, с корпусом которого совершил поход 1805 года в Австрию и находился в Аустерлицкой битве. Затем он участвовал в кампаниях 1806—1807 годов в Восточной Пруссии (за отличие под Прейсиш-Эйлау произведён в капитаны), в 1808 году в Испании, в 1809 году в Австрии и в 1810—1811 годах в Португалии.
Во время похода Великой армии в Россию в 1812 году Марбо был полковником и командовал 23-м конно-егерским полком. В 1813—1814 годах Марбо сражался против союзников в Германии и Франции, отличился в бою под Ханау и в Битве народов под Лейпцигом.
В Наполеоновских войнах он получил 11 ран (девять — саблей, одну — пулей, и ещё одну — башкирской стрелой в сражении на Березине), составив себе репутацию отважного кавалерийского офицера.
По отречении Наполеона Марбо был назначен Людовиком XVIII командиром 7-го гусарского Орлеанского полка, но во время Ста дней перешёл с своим полком под знамёна Наполеона и накануне сражения при Ватерлоо был произведён в бригадные генералы. В битве при Ватерлоо он был ранен в двенадцатый раз.
Занесённый в проскрипционные списки, Марбо покинул Францию и, поселившись в Германии, отдался военно-литературной работе.
В 1819 году ему было разрешено возвратиться во Францию и он был восстановлен на военной службе с чином полковника и назначен командиром 8-го конно-егерского полка. В течение нескольких лет Марбо был военным воспитателем герцога Орлеанского, а затем его адъютантом.

### Июльская монархия
В 1830 году Марбо был произведён в бригадные генералы, 21 марта 1831 года награждён командорским крестом ордена Почётного легиона, в 1832 году принял участие в осаде Антверпена, а в 1835 году сопровождал герцога Орлеанского в Алжир и действовал там с присущей ему энергией и храбростью. 30 апреля 1836 года был назван великим офицером ордена Почётного легиона.
4 октября 1838 года Марбо был произведён в дивизионные генералы и в 1840 году снова принял участие в экспедиции на Медеаг (Алжир), во время которой снова был ранен. С 1843 по 1847 год Марбо был генерал-инспектором кавалерии и состоял военным воспитателем сына герцога Орлеанского, герцога Шартрского.
Революция 1848 года вынудила Марбо уйти в отставку, и последние годы своей жизни он посвятил литературным работам. Скончался Марбо 16 ноября 1854 года в Париже.

## Сочинения
Его «Remarques critiques sur l'ouvrage de M. le lieutenant-général Rogniat, intitulé : Considérations sur l'art de la guerre» (рус. «Критические замечания по поводу произведения генерал-лейтенанта Ронья»), вышедшие в Париже в 1820 году, вызвали у Наполеона такое восхищение, что в своем завещании он оставил Марбо 100 тысяч франков и поручил ему «писать в защиту славы французского оружия и пристыдить клеветников и вероотступников». Перу Марбо принадлежит также книга: «De la nécessité d’augmenter les forces militaires de la France» (Париж, 1825). Для Encyclopédie moderne (1823) Марбо написал статью «Кавалерия» и ряд более мелких статей. В течение многих лет Марбо состоял деятельным сотрудником Le Spectateur militaire.
В 1891 году в Париже вышли его мемуары «Mémoires du Général Baron de Marbot», содержащие воспоминания о совершённых им походах. В 1892 году вышел английский перевод «Мемуаров Барона де Марбо», что побудило Артура Конан Дойла перечитать французский оригинал, который он назвал «лучшей книгой о солдатах в мире». Находясь под сильным впечатлением от мемуаров, писатель решил описать приключения императорского солдата и, взяв за прообраз Марбо, создал сборники приключенческих рассказов «Подвиги бригадира Жерара» и «Приключения бригадира Жерара».

## Награды

### Французские награды
Французская империя
- Орден Почётного легиона: Кавалер (1808)
- Орден Почётного легиона: Офицер (1813)

 Королевство Франция
- Орден Святого Людовика: Кавалер (1827)

 Королевство Франция
- Орден Почётного легиона: Командор (1831)
- Орден Почётного легиона: Великий офицер (1836)

### Зарубежные награды
Королевство Бельгия
- Орден Леопольда I: Командор (1833)

 Великое Герцогство Люксембург
- Орден Дубовой короны: Большой Крест (1842)

## Память
Памятник генералу Марбо установлен в Больё-сюр-Дордонь, второй памятник — в цитадели Вердена, среди нескольких статуй героев наполеоновского времени.